# Stone of Destiny
Pour plus de détails, voir Fiche technique et Distribution.
Stone of Destiny, ou La pierre du destin au Québec, est un film britannico-canadien réalisé par Charles Martin Smith qui est sorti le 19 décembre 2008 au Royaume-Uni. Parmi les acteurs se trouvent Charlie Cox, Billy Boyd, Robert Carlyle, Kate Mara, Brenda Fricker et Peter Mullan.

## Synopsis
Le film est basé sur des faits réels et raconte l'histoire du retour au pays de la pierre du destin, le jour de Noël 1950. La pierre, soi-disant utilisée par Jacob dans la Bible, est la pierre sur laquelle les rois écossais ont été traditionnellement couronnés, à Scone dans le Perthshire en Écosse, et qui a été volée par les britanniques sous Édouard Ier d'Angleterre en 1296 et placée sous le trône à l'Abbaye de Westminster à Londres.
En 1950, un audacieux complot nationaliste écossais, sujet du film, a réussi à enlever la pierre de l'Abbaye de Westminster pour la renvoyer en Écosse, où elle a été placée symboliquement à l'Abbaye d'Arbroath, site de la signature de la Déclaration d'Arbroath et site important dans la cause nationaliste écossaise.

## Fiche technique
- Titre : Stone of Destiny

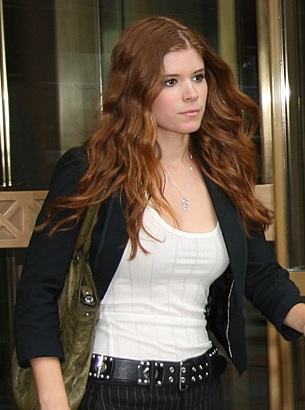
L'actrice principale Kate Mara à la première du film au Festival international du film de Toronto 2008.

- Titre québécois : La pierre du destin
- Réalisation et scénario : Charles Martin Smith
- D'après l'œuvre de Ian Robertson Hamilton, The Taking of the Stone of Destiny
- Production : Andrew Boswell et Rob Merilees
- Musique originale : Mychael Danna
- Format : Couleurs
- Budget : 6 millions (£)
- Langue : anglais
- Pays :  Canada -  Royaume-Uni
- Dates de sortie :
  -  Royaume-Uni : 21 juin 2008 (Première à l'Edinburgh Film Festival)
  -  Canada : 13 septembre 2008 (Toronto International Film Festival)

## Distribution
- Charlie Cox (VQ : Nicolas Charbonneaux-Collombet) : Ian Robertson Hamilton, le chef de l'opération, faisant lui-même un caméo en jouant un homme d'affaires anglais.
- Kate Mara (VQ : Claudia-Laurie Corbeil) : Kay Matheson
- Robert Carlyle (VQ : Sébastien Dhavernas) : John MacCormick
- Billy Boyd (VQ : Sébastien Reding) : Bill Craig
- Stephen McCole (VQ : Olivier Visentin) : Gavin Vernon
- Ciaron Kelly (VQ : Xavier Dolan) : Alan Stuart
- Peter Mullan : Père d'Ian
- Brenda Fricker : Mme McQuarry
- Juliet Cadzow : Mère d'Ian

Source et légende : Version québécoise (V.Q.) sur Doublage Québec.